# Cameron Boyce
Cameron Mica Boyce (n. 28 mai 1999, Los Angeles, California, SUA – d. 6 iulie 2019, Los Angeles, California, SUA) a fost un actor american cunoscut pentru rolurile sale din filmele: Mirrors, Eagle Eye, Grown-Ups 1 și 2, și pentru rolul lui Carlos din filmele Descendenții, precum și în alte seriale produse de Disney Channel, ca Jessie, în rolul lui Luke Ross, și Viața ca un joc video, în rolul lui Conor.

## Viața personală
Cameron s-a născut în data de 28 mai 1999 în Los Angeles, California, Statele Unite. Tatăl său este de culoare, de etnie afro-Caraibe și afro-americană. Mama sa este evreică. Bunicul său paternal, Jo Ann (Allen) Boyce, a fost unul dintre Clinton Twelve, primii afro-americani care au urmat un liceu integrat în sud, în anul 1956, așa cum a ordonat Brown v. Board of Education.
Cameron a trăit în zona Los Angeles, Statele Unite împreună cu părinții săi și cu sora lui mai mică, până când s-a mutat cu fostul co-star Karan Brar și Sophie Reynolds în mai 2019. Stilul preferat de dans a fost breakdancing și împreună cu patru dintre prietenii săi, el a fost membru al echipei de breakdancing "X Mob".
Într-un interval de 40 de zile, în 2017, Cameron a contribuit la majorarea a peste 27.000 de dolari pentru Proiectul Thirst, care contribuie la aducerea apei curate țărilor subdezvoltate. El a fost sprijinit de United Way, inițiativa lui fiind de a ajuta persoanele fără adăpost. El a ajutat la strângerea de bani pentru HomeWalk în 2015 și a continuat să facă acest lucru până la sfârșitul vieții sale. În mai 2019, a participat la ceremonia de deschidere a celei de-a 12-lea ediție anuală din Los Angeles, una dintre cele mai mari evenimente publice pentru a oferi un ajutor persoanelor fără adăpost.

## Cariera
În mai 2008, Cameron  și-a făcut debutul în televiziune în videoclipul muzical "Panic! at the Disco", "That Green Gentleman (Things Have Changed)", apărând ca o versiune mai tânără a chitaristului Ryan Ross. Apoi, în iulie, el a apărut într-un rol recurent, Michael "Stone" Cates Jr., în teatrul de noapte "General Hospital: Night Shift". În luna august a aceluiași an, a debutat în filmul său de debut cu rolul principal în filmul de groază "Mirrors", precum și în filmul mister-thriller "Eagle Eye". 
În iunie 2010, Cameron a jucat împreună cu Keith Feder, fiul "stricat" al personajului lui Adam Sandler, în filmul de comedie "Grown Ups" și a apărut mai târziu în același an, prezentându-și abilitățile de dans în seria "The Legion of Extraordinary Dancers".
În aprilie 2011, Cameron a făcut o apariție în serialul de pe Disney Channel, Good Luck Charlie, iar mai târziu în aceeași lună a fost unul dintre dansatorii care au fost prezentați într-un tribut de nuntă regală la "Dancing with the Stars" de pe ABC. În iunie 2011, el a avut un rol mic ca unul dintre colegii lui Judy în filmul de comedie de familie "Judy Moody and the Not Bummer Summer" și în august a fost unul dintre dansatorii din serialul "Shake It Up" tot de pe Disney Channel.
În septembrie 2011, Cameron a fost distribuit într-un rol co-starring în serialul de comedie de pe Disney Channel, Jessie în rolul lui Luke Ross. În timpul pre-producției spectacolului, rolul lui Luke era inițial intenționat să fie un băiat numit Hiro adoptat din Coreea, dar regizorii de casting au fost impresionați de Cameron în timpul procesului de audiție și, în cele din urmă, au decis să-și recreeze rolul specific pentru el.
În 2015, Cameron a primit un rol principal în seria de filme "Descendenții" de pe Disney Channel, jucând rolul lui Carlos, fiul lui Cruella De Vil. Mai târziu, a reluat personajul pentru descendenții animați "Descendants: World Wicked" și în 2017, "Descendenții 2". În martie 2018, Cameron  a fost distribuit în scenariul "Steps" de televiziune comediană ABC, în rolul lui Becker. În ianuarie 2019, Cameron s-a alăturat distribuției doamnei Fletcher a companiei HBO.

## Decesul
Cauza decesului lui Cameron, a fost anunțată drept „din motive medicale”.
Un purtător de cuvânt al familiei a declarat pentru ABC: „Cu inimile îndurerate anunțăm că în această dimineață l-am pierdut pe Cameron. Acesta a murit în somn în urma unei crize de apoplexie, rezultat al unei afecțiuni medicale pentru care primea tratament”.
Se susține ideea că acesta a consumat câteva băuturi energizante cât și alte băuturi cofeinizate care, alături de boala de care suferea, cunoscută drept apoplexie, în noaptea de 6 iulie tensiunea i s-a ridicat provocând crize de apoplexie ce au avut un efect letal pentru acesta.
În data de 9 iulie 2019, familia lui Cameron a confirmat că moartea sa a fost cauzată de o criză epileptică și că Cameron fusese anterior diagnosticat cu epilepsie.

## Filmografie

### Filme
| An   | Titlu                                | Rol            | Note                 |
| ---- | ------------------------------------ | -------------- | -------------------- |
| 2008 | Mirrors                              | Michael Carson |                      |
| 2008 | Eagle Eye                            | Sam Holloman   |                      |
| 2010 | Grown Ups                            | Keithie Feder  |                      |
| 2011 | Game On                              | Player Two     | Film de scurt-metraj |
| 2011 | Judy Moody and the Not Bummer Summer | Hunter         |                      |
| 2013 | Grown Ups 2                          | Keithie Feder  |                      |
| TBA  | Runt                                 | Cal            | lansare postumă      |

### Televiziune
| An        | Titlu                                   | Rol                       | Note                                            |
| --------- | --------------------------------------- | ------------------------- | ----------------------------------------------- |
| 2008      | General Hospital: Night Shift           | Michael "Stone" Cates Jr. | 7 episoade                                      |
| 2011      | Baftă, Charlie                          | Fake Gabe Duncan          | Episodul: "The Singin' Dancin' Duncans"         |
| 2011      | Shake It Up                             | Lil Highlighter Dancer    | Episodul: "Throw It Up"                         |
| 2011–2015 | Jessie                                  | Luke Ross                 | Rol principal                                   |
| 2012–2014 | Jake și pirați din țară de nicăieri     | Jake                      | Voce (rol principal, sezoanele 2–3)             |
| 2014      | Ultimate Spider-Man                     | Luke Ross                 | Voce; episodul: "Halloween Night at the Museum" |
| 2015–2017 | Gamer's Guide to Pretty Much Everything | Conor                     | Rol principal                                   |
| 2015      | Liv și Maddie                           | Krahgg                    | Episodul: "Prom-a-Rooney"                       |
| 2015      | Descendenții                            | Carlos                    | Film de televiziune                             |
| 2015–2017 | Descendants: Wicked World               | Carlos                    | Film de televiziune scurt; voce; rol principal  |
| 2016      | Tabăra cu peripeții                     | Luke Ross                 | Episoadele: "Luke's Back", "Luke Out Below"     |
| 2016      | Code Black                              | Brody                     | Episodul: "Love Hurts"                          |
| 2017      | Descendenții 2                          | Carlos                    | Film de televiziune                             |
| 2017      | Spider-Man                              | Herman Schultz / Shocker  | Voce; episodul: "Osborn Academy"                |
| 2019      | Descendenții 3                          | Carlos                    | Film de televiziune; lansare postumă            |
| 2019      | Mrs. Fletcher                           | Zach                      | Serial de televiziune; lansare postumă          |

### Jocuri Video
| An   | Titlu           | Rol                            | Note |
| ---- | --------------- | ------------------------------ | ---- |
| 2010 | Just Dance Kids | Antrenor și dansator de fundal |      |

### Serii web
| An   | Titlu                               | Rol                | Note                |
| ---- | ----------------------------------- | ------------------ | ------------------- |
| 2010 | The Legion of Extraordinary Dancers | Young Jasper James | Episodul: "Origins" |

## Premii și nominalizări
| An   | Premiu             | Categoria | Activitate                           | Rezultat | Refs  |
| ---- | ------------------ | --- | ------------------------------------ | -------- | ----- |
| 2012 | Young Artist Award | Best Performance in a Feature Film – Young Ensemble Cast (shared with Jordana Beatty, Preston Bailey, Parris Mosteller, Garrett Ryan, Ashley Boettcher, Taylar Hender, Jackson Odell) | Judy Moody and the Not Bummer Summer | Câștigat | [ 7 ] |